# Neustift an der Lafnitz
Neustift an der Lafnitz är en ort och kommun i Österrike. Den ligger i distriktet Oberwart i förbundslandet Burgenland, i den östra delen av landet, 100 km söder om huvudstaden Wien. På andra sidan floden Lafnitz ligger orten Lafnitz i förbundslandet Steiermark.